# Salix lanata
Il salice lanoso (Salix lanata L., 1753) è un albero della famiglia Salicacee con areale olartico

## Descrizione
Il salice lanoso è un arbusto deciduo basso, con molte ramificazioni, generalmente inferiore a 100 cm di altezza e 150 cm di larghezza. I ramoscelli più giovani sono inizialmente pelosi, diventando però presto glabri e tendenti al marrone. Le foglie grigio-verdi sono piuttosto variabili, ma generalmente dalla forma ovale per una lunghezza di 7 cm di e una larghezza che raggiunge i 6,5 cm; tali foglie sono ricoperte di una "lana" grigio-argento allo stato iniziale, copertura che va poi a ridursi con l'avanzare dell'età. I margini delle foglie sono solitamente interi.
Gli amenti appaiono in estate (da maggio a luglio), con amenti maschili e femminili su piante separate (come tutti i salici questa specie è dioica). Gli amenti femminili sono densamente pelosi. I piccioli sono di solito lunghi meno di 1 cm e le stipole di solito 1 cm di lunghezza per 0,6 cm di larghezza e persistenti.

## Distribuzione e habitat
La specie è diffusa in Europa settentrionale (Islanda, Scozia, isole Fær Øer, Scandinavia, Finlandia), Asia settentrionale,  sino alle propaggini orientali della Siberia, Canada e Stati Uniti settentrionali.